# Pantà d'Ulldecona
Pantà d'Ulldecona är en reservoar i Spanien.   Den ligger i provinsen Província de Castelló och regionen Valencia, i den östra delen av landet, 300 km öster om huvudstaden Madrid. Pantà d'Ulldecona ligger 468 meter över havet.